# Alexandre de Colnet d'Huart

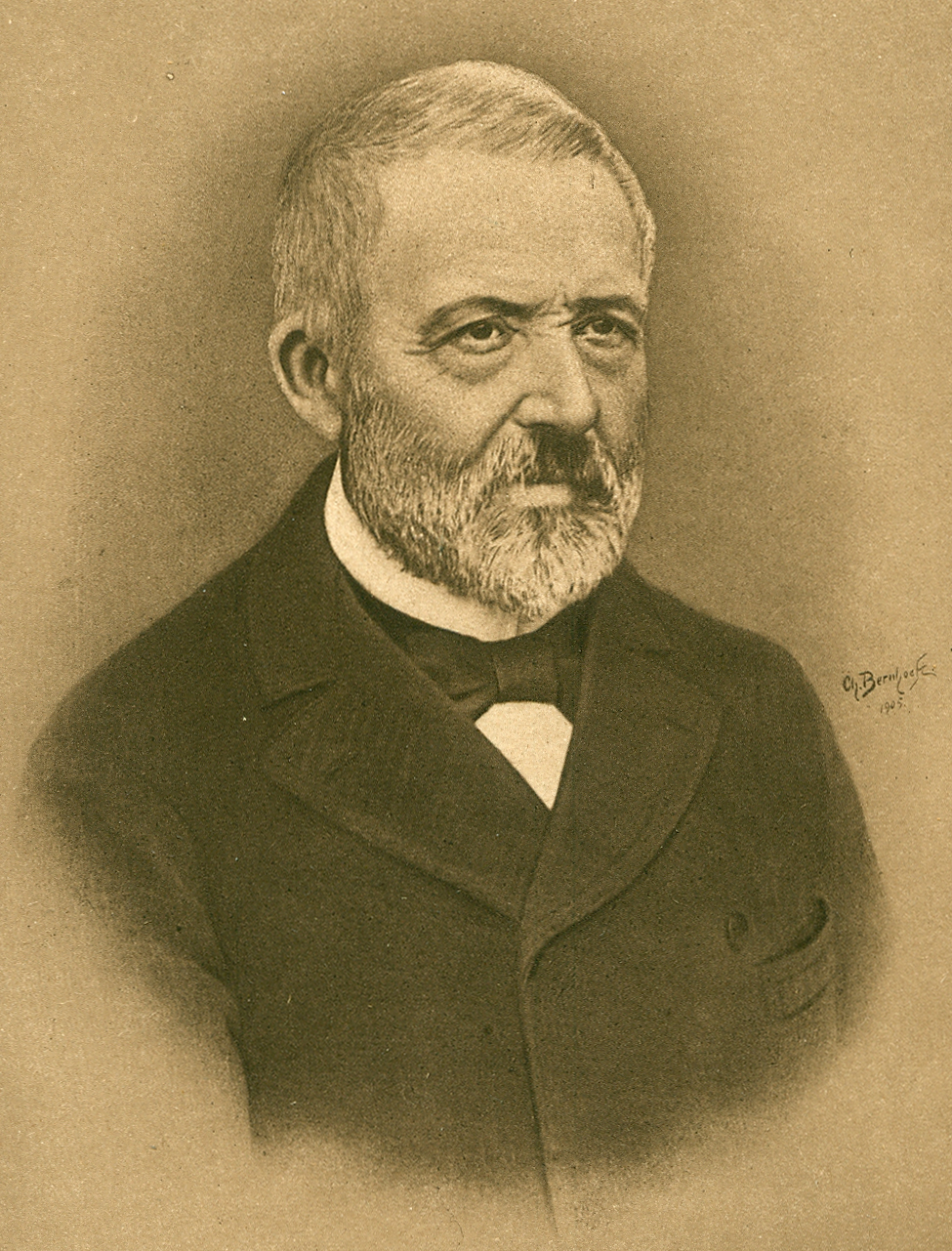

(Jean François Léonard) Alexandre baron de Colnet d'Huart (Bertrange, Luxemburg, 6 juni 1821 - Slot Bertrange, 12 juni 1905), was een Luxemburgs edelman en politicus.

## Achtergrond
Alexandre de Colnet d'Huart werd geboren als Alexandre de Colnet. Hij werd geadopteerd door Victor-Thérèse-George de Chelaincourt en Auguste-Elisabeth-Sophie barones de Huart. Hij erfde van hen het Slot Bertrange en was gerechtigd de naam d'Huart achter zijn achternaam te plaatsen. De heerlijke rechten gingen ook op hem over.
Alexandre de Colnet d'Huart volgde hoger onderwijs in Luik en Parijs en studeerde natuur- en wiskunde aan de Sorbonne Universiteit. Hij meldde zich op 25 april 1843 als vrijwilliger bij de artillerie van het Groothertogdom Luxemburg. Op 8 februari 1847 werd hij bevorderd tot luitenant.
Alexandre de Colnet d'Huart werd op 25 april 1851 hoogleraar aan het gymnasium van Echternach. Op 7 mei 1857 werd hij hoogleraar aan het atheneum van Luxemburg-Stad, toentertijd het meest prestigieuze onderwijsinstituut van het land.
Alexandre de Colnet d'Huart werd op 12 juni 1866 lid van de Assemblée des États (standenraad) voor het Kanton Luxemburg. Van 14 december 1866 tot 30 september 1869 was hij directeur-generaal (dat wil zeggen minister) van Financiën in de kabinetten-De Tornaco en Servais.
Van 30 september 1869 tot 27 juni 1884 was hij directeur van het atheneum van Luxemburg-Stad. Van 1885 tot 1896 was hij burgemeester van Bertrange. Hij overleed op 12 juni 1905 in zijn geboorteplaats Bertrange.
Zijn zoon, Jean-François de Colnet d'Huart (1862-1945), hofmaarschalk van het groothertogelijk hof sinds 1925, liet zijn vermogen na voor het goede doel. Van zijn geld werd de Colnet d'Huart Stichting opgericht, thans onderdeel van het Internationale Rode Kruis.